# ハートに火をつけて!
『ハートに火をつけて!』は、1989年4月13日 - 6月29日にフジテレビ系の木曜劇場枠で放送されたテレビドラマ。浅野ゆう子初単独主演作品。「男女間の友情」というテーマを軸に、さまざまな恋愛模様が描かれる。
ドアーズの「ハートに火をつけて」とは直接的な関係はない。
浅野ゆう子がひとり言を散々言った後に1人カラオケをするシーンが話題になった。また、浅野ゆう子はこの番組でテレビジョンATP賞特別賞を受賞した。

## キャスト
- 田代春：浅野ゆう子
30歳。映像制作会社「スプラッシュ」に勤務するディレクター。島田がプロデューサーをつとめるTVジャパンの番組「ミッドナイトクッキング」を担当している。島田祐二とは「ダチ」であり「長年一緒に仕事をしてきている"戦友"」。夜中の独り言と就寝前のカラオケが密かな日課。
- 島田祐二：柳葉敏郎
28歳。「TVジャパン」に勤務するプロデューサー。春によると、「女性にはそこそこモテるが、惚れられると妙にマジになってしまうところがある」。
- 浅井悦子：田中美佐子
30歳。亜矢の高校の同級生。仕事はキーオペレーター（データ入力を行う事務員）。社の独身女性では「古い方から3番目」。恵の結婚式の2次会で知り合った西尾に惹かれる。「カゲのある人にたぐりよせられる」ためであるという。酒癖が悪い。
- 本城亜矢：かとうかずこ
30歳。高級絨毯を販売する業を営んでいる。愛車は赤いメルセデス・ベンツ。いとこである恵の紹介で以前島田に会っていたが、恵の結婚披露宴で島田に再会する。島田がタイプで、積極的にアプローチしていく。勝ち気なようでいて、自宅マンションでひとり線香花火をする趣味がある。喫煙者。未婚だが左手薬指に指輪をしている。
- 矢沢国太郎：布施博
勤務医。勤務する病院の事務長は母方のおじ。亜矢に惚れているが、悦子とも少なからぬ関係を持つ。
- 内田恵：鈴木保奈美
タレント。島田への想いを捨てきれないまま、矢沢の後輩で西尾の遠縁にあたる医師と結婚をする。
- 志水亘：風間トオル
スプラッシュと同じビルに入居しているプロモーター会社（いわゆる"呼び屋"）VFプランニングに勤務している若手社員。
- 西尾信行：三浦洋一
一流商社である第一物産の課長。離婚歴あり(7話で名前が判明する)。恵の結婚披露宴で春を見初める。硬派なルックスとは裏腹に結構春に対しては大胆な性格の持ち主。[1]さらに、普段の仕事の際には女性社員にも厳しい口調を見せるが春への電話の際には一転してデレデレな一面を見せている。

趣味は仕事帰りのワークアウトや水泳。
- 岩下良平：高嶋政伸
映像制作会社・スプラッシュ勤務。ミッドナイトクッキングではフロアディレクターを務めている。恵に想いを寄せている。一発ギャグが得意。
- 戸田研一郎
映像制作会社・スプラッシュ勤務。
- 恵の結婚相手：宇梶剛士
- 段田安則
TVジャパンの編成局の人間。
- 西條晴美
- 文月佳代子
- 前田真之輔
- 秋山更沙
- 苅谷信行

## スタッフ
- プロデューサー：山田良明、大多亮
- 脚本：松原敏春
- 演出：河毛俊作、中野昌宏、小椋久雄
- 音楽：羽場仁志
- 美術：荒川淳彦
- 技術：高津芳英
- 撮影：須藤康夫
- 照明：白倉孝雄
- 音声：市村雅彦
- 映像：中村宏
- 録画：星野晃
- 編集：石井和男
- VTR編集：小泉義明
- 美術プロデュース：松尾嘉之
- 美術進行：相馬徹
- 大道具：柴田慎一郎
- 装飾：内村和裕
- 衣装：大森茂雄
- 持道具：梅沢博
- 視覚効果：津末泰聖
- タイトル：山形憲一
- メイク：小山徳美、磯部芳香
- スタイリスト：棚橋公子、三宅由美子
- 広報：石田卓子
- スチール：青木操生
- 音響効果：塚田益章

## 使用曲
- 主題歌 - 杏里「Groove A・Go・Go」（フォーライフ・レコード）
- 挿入歌 - ドアーズ「ハートに火をつけて」、ジュリア・フォーダム「HAPPY EVER AFTER」、ジャニス・イアン「17才の頃」

## エピソード
| #      | 初回放送日    | 春がカラオケで歌う曲                             | 演出     |
| ------ | ------------- | ------------------------------------------------ | -------- |
| 第1話  | 1989年4月13日 | 中島みゆき「わかれうた」                         | 河毛俊作 |
| 第2話  | 1989年4月20日 | 荒井由実「あの日にかえりたい」                   | 河毛俊作 |
| 第3話  | 1989年4月27日 | サザンオールスターズ「C調言葉に御用心」          | 小椋久雄 |
| 第4話  | 1989年5月4日  | 井上陽水「夢の中へ」                             | 中野昌宏 |
| 第5話  | 1989年5月11日 | 郷ひろみ「お嫁サンバ」                           | 河毛俊作 |
| 第6話  | 1989年5月18日 | 渡辺真知子「かもめが翔んだ日」                   | 河毛俊作 |
| 第7話  | 1989年5月25日 | なし（島田がカラオケの存在を見つける）           | 中野昌宏 |
| 第8話  | 1989年6月1日  | 吉田拓郎「結婚しようよ」                         | 小椋久雄 |
| 第9話  | 1989年6月8日  | 都はるみ「北の宿から」                           | 中野昌宏 |
| 第10話 | 1989年6月15日 | キャンディーズ「年下の男の子」                   | 河毛俊作 |
| 第11話 | 1989年6月22日 | なし                                             | 河毛俊作 |
| 最終話 | 1989年6月29日 | 平山三紀「真夏の出来事」（島田にせがまれて歌う） | 河毛俊作 |

## その他
- 当時のフジテレビ系トレンディドラマは、登場人物たちの行きつけの店が毎回設定されているが、このドラマにおいては「イスタンブールカフェ」というダイニングバーである。外国人ダンサーによるタップダンスのショーなども行われている。
- 春の自宅にあるカラオケセットは、いわゆる「8トラ」（8トラックカセットテープ）である。
- 西尾の勤務する「第一物産」は日比谷シティ近くに存在しているという設定である。
- 清水の勤務する「VFプランニング」はボン・ジョヴィのプロモーターであるという設定である。
- 浅野ゆう子は『恋のパラダイス』最終話でもカラオケを歌った（曲は郷ひろみの「よろしく哀愁」）。
- ジャニーズ入所以前の子役時代の堂本剛が「堂本直宏」（当時の剛の芸名）で出演していた。その後出演者の一人である田中美佐子と『セカンド・チャンス』で共演することになる（田中と剛は親子関係で共演）。